# Otto Bureš
Otto Bureš, né le 30 novembre 1921 à Prague, est un footballeur tchécoslovaque.